# Прилив (телесериал, Швеция)
«Прилив» (швед. Springfloden) — шведский детективный телесериал. Премьера состоялась 6 марта 2016 года на телеканале SVT1. Сценаристами сериала выступил Рольф и Силла Бёрлинды, авторы одноимённого криминального романа, опубликованного в 2012 году.
Главные роли исполняют Челль Бергквист (Том Стилтон) и Юлия Рагнарссон (Оливия Рённинг). Премьера второго сезона состоялась 16 сентября 2018 года.

## Сюжет

### Сезон 1
В августе 1990 года на острове Нордкостер, расположенном на западе Швеции, совершено жестокое убийство беременной женщины. Жертву заживо закопали в песок, чтобы прибывающий прилив медленно утопил её. В июне 2015 года это убийство, известное как «пляжное дело», остается нераскрытым. Оливия Рённинг, стажёрка Стокгольмской полицейской академии, получает задание заняться этим «глухарём» в рамках летнего проекта. Узнав, что её покойный отец также работал над этим делом, Оливия становится одержимой идеей раскрыть убийство. Она разыскивает бывшего главного следователя по «пляжному делу» Тома Стилтона, который с тех пор стал бездомным и не желает вспоминать о своей прежней жизни. Тем временем в Интернете появляются ужасающие видеоролики с жестокими нападениями на других бездомных, в том числе и на друга Тома. В конце концов Том соглашается помочь Оливии расследовать убийство совместно с своей бывшей коллегой Метте Ольсетер и их общим другом Аббасом эль Фасси. Им противостоят Руне Форсс, коррумпированный полицейский, и Джеки Берглунд, бывшая проститутка, сутенерша, а ныне владелица магазина.

## В ролях
- Юлия Рагнарссон — Оливия Рённинг, студентка полицейской академии, расследует «пляжное дело» — убийство на берегу моря, произошедшее 25 лет назад. Её покойный отец Арне Рённинг (1955—2011) работал следователем по этому делу.
- Челль Бергквист — Том «Йелле» Стилтон, бывший полицейский детектив, который вёл «пляжное дело». Ныне бездомный по прозвищу Йелле, обитающий на улицах Стокгольма. Он не хочет возвращаться к своей прежней жизни.
- Джессика Занден — Мария Рённинг, мать Оливии.
- Даг Мальмберг — Нильс Вендт. Основатель добывающей компании «MWM», исчез из Стокгольма 27 лет назад. Под именем Дана Нильссона жил в Мексике, а затем в Коста-Рике. Возвращается в Швецию в июне 2015 года.
- Сесилия Нилссон — Метте Ольсетер, комиссар детективной полиции, бывшая коллега Тома.
- Анна Валландер — Вера Ларссон, бездомная, живущая в заброшенном караване, подруга Йелле.
- Бьорн Андресен — Бенcеман, бездомный, бывший библиотекарь, приятель Йелле, попавший в больницу после нападения.
- Густав Линд — Лиам Олссон, отрицательный персонаж, избивающий бездомных, бывший боец в клетке, вербующий Акке.
- Дакота Уильямс — Адам Шэрью, отрицательный персонаж, бывший боец в клетке, сообщник Лиама.
- Жозефин Изиамо — Мюриэль, бездомная, наркоманка, подруга Йелле.
- Йохан Видерберг — Минкен Минквист, мелкий преступник, бывший осведомитель Тома.
- Кьелл Вильгельмсен — Руне Форс, полицейский детектив, сотрудничающий с преступниками.
- Стефан Гёдике — Янне Клинга, напарник Руне.
- Дар Салим — Аббас эль-Фасси, бывший метатель ножей, помогает Метте, другу Тома.
- Михаэль Сегерстрем — Мортен Ольсетер, детский психолог, муж Метте.
- Хелена Бергстрём — Линн Магнуссон, генеральный директор «MWM», которая обеспокоена телефонными звонками Дана.
- Малена Энгстрём — Оветта Андерссон, проститутка, подруга Минкена. Раньше работала у Джеки, но её выгнали, когда она забеременела от клиента.
- Леонард Хайнеманн — Аке Андерссон, школьник, сын Оветты, начинает работать бойцом в клетке.
- Гёрель Крона — Джеки Бёрглунд, владелица магазина, бывшая проститутка и сутенёрша.
- Анжела Ковач — Ева Карлсен, социальный психолог, писатель.
- Палома Виннет — жертва убийства на пляже.
- Микаэла Торсен — Лиза Эдквист, сержант из отряда Метте.
- Арвин Кананян — Бо «Боссе» Тирен, детектив из отряда Метте.

## Список серий

### Сезон 1 (2016)
| № | Название                      | Режиссёр                      | Автор сценария               | Дата премьеры  |
| --- | ----------------------------- | ----------------------------- | ---------------------------- | -------------- |
| 1 | «Первая серия» «Episode 1»    | Никлас Олссон, Маттиас Олссон | Силла Бёрлинд, Рольф Бёрлинд | 6 марта 2016   |
| В августе 1990 года неизвестная женщина на позднем сроке беременности зарыта по плечи в песок во время прилива. Она безуспешно зовёт на помощь и в конце концов погибает, захлебнувшись водой. Почти 25 лет спустя, в июне 2015 года, Оливия, студентка полицейской академии, получает в качестве летнего проекта нераскрытое убийство на берегу, которое предлагается расследовать с использованием современных методов. Её покойный отец Арне являлся следователем полиции по этому делу и был сильно увлечён им. Личность жертвы так и не была установлена, равно как и мотивы совершения преступления. Оливия находит записи отца и пытается выйти на бывшего ведущего следователя Тома, но тот стал бездомным. Товарища Тома Бенсемана избивают двое подростков, Лиам и Адам, которые выкладывают в Интернет видеоролики своих нападений. Полицейскому Руне неинтересно искать преступников, так как он считает бездомных наркоманами и алкоголиками. В Коста-Рике швед Дан отдаёт своему другу сумку на случай, если тот не вернётся до 1 июля. Оливия связывается с нынешним главным детективом Метте, которая не знает местонахождение Тома. Одна из подруг Тома, Вера, живёт в заброшенном караване на муниципальной земле. Том, Вера и другие зарабатывают на жизнь продажей уличной прессы на площади. |                               |                               |                              |                |
| 2 | «Вторая серия» «Episode 2»    | Никлас Олссон, Маттиас Олссон | Силла Бёрлинд, Рольф Бёрлинд | 13 марта 2016  |
| Дан прибывает в Швецию. Оливия догадывается, что Том стал бездомным, и спрашивает о нём в редакции уличной газеты «Новости Стокгольма», которую продают бомжи для заработка. Когда Том забирает очередную стопку газет, ему говорят о визите Оливии, но он не заинтересован в общении с ней. Оливия отправляется на место убийства, остров Нордкостер. Она расспрашивает местных жителей о деле и узнаёт, что неподалеку жила проститутка Джеки. Она видит Дана на пляже и снимает его на видео. Ночью Дан просит у неё телефон, чтобы вызвать водное такси. Вера навещает в больнице Бенсемана. Она просит Тома проводить её до дома, так как боится нападения. В доме Марии Оливия видит принадлежавшую Арне книгу Евы, в которой описываются эскорт-услуги и есть фотография и описание Джеки. Вера и Том вместе ужинают и занимаются сексом. Лиам и Адам снимают их через окно. Дан проигрывает аудиозапись разговора 1987 года с Линн, руководителем горнодобывающей компании. Линн опознаёт в нём Нильса, пропавшего основателя компании, и аудиозапись вызывает у неё беспокойство. Пока Том ходит за продуктами, Адам заходит в фургон и избивает Веру, а Лиам снимает это на камеру. |                               |                               |                              |                |
| 3 | «Третья серия» «Episode 3»    | Никлас Олссон, Маттиас Олссон | Силла Бёрлинд, Рольф Бёрлинд | 20 марта 2016  |
| Александр советует Линн стать спонсором детской больницы в Конго в качестве PR-акции, чтобы отвлечь внимание от использования компанией детского труда. Она сообщает Александру, что Нильс находится в Стокгольме, и его необходимо найти. Том внимательно смотрит видеозапись и замечает, что у бандита есть татуировка CF (cage fighters, бойцы в клетке). Лиам и Адам собирают мальчишек, в том числе 10-летнего Акке, и везут их на подпольную площадку для боёв. Акке нужны деньги, чтобы его мать Оветта больше не занималась проституцией. Оветта рассказывает Минкену о синяках Акке. Акке вынужден признаться Минкену, что участвует в боях в клетке. Минкен сообщает Тому, где будет проходить следующий бой. Оливия фотографирует Джеки в её магазине, а затем заходит под видом покупательницы. Джеки узнает её. Мария просит Оливию тратить меньше время работы над «пляжным делом», так как она зациклилась на нём. Том отправляется на место проведения боёв, но его замечают Лиам и Адам, которые избивают его. Том звонит Минкену с просьбой о помощи, тем временем Оливия звонит Тому, но трубку берёт Минкен и просит её оказать первую помощь. Нильс встречается с Линн, отдаёт ей копию аудиозаписи и угрожает отомстить. Оливия возвращается домой и подвергается нападению неизвестного мужчины. |                               |                               |                              |                |
| 4 | «Четвёртая серия» «Episode 4» | Никлас Олссон, Маттиас Олссон | Силла Бёрлинд, Рольф Бёрлинд | 3 апреля 2016  |
| Том по телефону вызывает помощь для Веры, но сам прячется от сотрудников скорой помощи. Оливия встречается с Евой, чтобы узнать больше о Джеки. Нильс снова звонит Линн и проигрывает ещё одну аудиозапись. Руне не желает заниматься расследованием убийств: он предпочитает дождаться смерти одного из бездомных, чтобы получить большую известность. Ева присылает Оливии видеоинтервью с Джеки об эскорт-услугах и списке её клиентов. Линн рассказывает своему юрисконсульту Александру об аудиозаписи Нильса: она должна быть найдена, иначе им несдобровать. Бенсеман сообщает Тому, что Вера умерла. Оливия возвращается к Еве и видит её фотографию с младшим братом Серквером. Ева рассказывает, что Джеки владеет бутиком и работала с королём порноиндустрии Карлом. Когда Оливия навещает Карла в доме престарелых, тот притворяется слабоумным и звонит Джеки, чтобы предупредить её. На Еву в её доме нападает человек в маске. Лиам публикует видеозапись избиения Веры. Том переезжает в автофургон Веры, а Оливия возвращается в редакцию журнала. Она узнаёт, что он торгует на площади, и встречается с ним. Поначалу он не хочет с ней разговаривать. Том обращается к бывшему осведомителю Минкену с просьбой помочь найти убийц Веры. Нильс звонит Линн и описывает, во что она одета. |                               |                               |                              |                |
| 5 | «Пятая серия» «Episode 5»     | Никлас Олссон, Маттиас Олссон | Силла Бёрлинд, Рольф Бёрлинд | 10 апреля 2016 |
| В озере под мостом находят труп в затопленной машине. Метте опознает его как Нильса Вента. После нападения пропадает кот Оливии. Линн прослушивает аудиозапись, на которой она обсуждает убийство невинного человека. Лиам выкладывает в интернете видео с избиением Тома. Минкен приносит в автофургон еду, и Том снова просит его поговорить с Акке. Джеки узнаёт, что Оливия копается в её делах. У машины Оливии начинается возгорание под капотом; она обнаруживает своего мёртвого обугленного кота. На следующий день подъезжает к магазину Джеки и даёт ей пощечину. Линн обсуждает с мужем Бертилем убийство Нильса и напоминает, что Нильс исчез в 1987 году, украв 2 миллиона. Оливия видит репортаж в новостях и опознает в Нильсе Дана, которого она видела на пляже. Бездомные просят Тома найти того, кто издевается над ними. Метте спрашивает Линн о Нильсе, но та отрицает, что недавно общалась с ним. Том и Оливия приходят к Метте домой, чтобы показать ей видео с Нильсом. Они рассказывают об избиениях и бойцах в клетке. Метте сообщает, что Руне занимается расследованием, но Том отказывается работать с ним. Джеки и Руне беседуют об Оливии, и Том спрашивает о ней. Уве, свидетель убийства на Нордкостере, случайно встретился с Даном в Коста-Рике и рассказал об убийстве на пляже, после чего Дан незамедлительно отправился на Нордкостер. В сарае Уве достаёт заколку для волос с места преступления. |                               |                               |                              |                |
| 6 | «Шестая серия» «Episode 6»    | Никлас Олссон, Маттиас Олссон | Силла Бёрлинд, Рольф Бёрлинд | 17 апреля 2016 |
| Метте просит Аббаса поехать в Коста-Рику, чтобы узнать о жизни Нильса под именем Дана. Аббас — эксперт по метанию ножей, уроженец Марселя, друг Тома и Метте. В телефоне Нильса обнаружены звонки на номер Линн. Уве встречается с Оливией и отдаёт ей заколку для волос с места убийства, а она, в свою очередь, передаёт её Тому, который просит свою бывшую жену и криминалиста Марианну провести анализ ДНК. Линн допрашивают о звонках Нильса, но она утверждает, что в трубке молчали, а один раз она сорвалась на звонившего. Руне и Янне обыскивают место проведения боёв в клетке, Руне нападает на Лиама и Адама, которые отбиваются от него и убегают. Бандиты подозревают Акке в том, что он их сдал. Янне навещает Тома в автофургоне Веры и сообщает, что нападавшие, скорее всего, следят за жертвами с площади, где бездомные продают журналы. Аббас отправляется в дом Дана в Мальпаисе (Коста-Рика), где на него нападают двое местных преступников. Защищаясь, он убивает обоих. Аббас заходит в расположенный неподалеку бар в Санта-Терезе, где видит старую фотографию у стойки: на ней запечатлён Нильс с девушкой, жертвой убийства на пляже. |                               |                               |                              |                |
| 7 | «Седьмая серия» «Episode 7»   | Никлас Олссон, Маттиас Олссон | Силла Бёрлинд, Рольф Бёрлинд | 24 апреля 2016 |
| Аббас звонит Метте и сообщает, что Нильс знал жертву «пляжного дела». Бывший владелец бара Боскес опознаёт её как Аделиту Риверу, мексиканскую подружку Дана. Они ждали ребёнка, но беременная Аделита уехала в Швецию. Дан был безутешен, когда она не вернулась. Недавно Дан отправился в Швецию и перед отъездом оставил Боскесу сумку. Узнав, что Дан убит, Боскес отдаёт сумку Аббасу. Том и Оливия выясняют из результатов ДНК, что волосы из заколки не принадлежат Аделите. Том рисует характерную серёжку, найденную в пальто жертвы убийства. Аббаса берёт на мушку другой преступник, и он отдаёт сумку, в которой находится только мусор. Оливия просит Минкена выдернуть волос у Джеки, чтобы сравнить её ДНК. Оливия узнаёт человека, напавшего на неё в квартире: он разговаривает с Джеки. Руне отказывается проверить зацепку Янне насчёт площади. Босс Лиама советует ему избавиться от Тома. Метте сообщает Оливии и Тому об Аделите и Нильсе. Лиам видит, как Акке разговаривает с Минкеном и Томом, они обвиняют Акке в предательстве и жестоко избивают его. Оветта просит Минкена найти Акке. Оливия догадывается, что Нильс приехал на Нордкостер, чтобы оплакать Аделиту: до последнего времени он не знал о её смерти в 1990 году и теперь считал, что в этом виновна Линн. |                               |                               |                              |                |
| 8 | «Восьмая серия» «Episode 8»   | Никлас Олссон, Маттиас Олссон | Силла Бёрлинд, Рольф Бёрлинд | 1 мая 2016     |
| Акке находят в мусорном контейнере сильно избитым, но живым. Оветта и Минкен прибывают на место, где его искали всю ночь. Марианне обнаруживает ДНК Джеки на заколке для волос, которую Уве забрал с места убийства. Метте расспрашивает Джеки, которая утверждает, что занималась сексом на пляже с норвежским клиентом. В полицейском участке она встречается с Оливией. Джеки рассказывает об этом Руне и грозится расправиться с ним, если её арестуют. Оветта признается, что отец Акке был её клиентом, когда она работала в эскорт-службе Джеки. Пока Том спит, Лиам и Адам блокируют дверь и поджигают автофургон Веры. Агент Александра, которому приказано любой ценой забрать плёнку у Аббаса, готовится напасть на него в аэропорту, но останавливается, увидев, что двое полицейских, Лиза и Боссе, приветствуют Аббаса. Оливия возвращается домой, к ней приходит раненый Том. Аббас встречается с Метте и Томом у Оливии и передаёт им улики Нильса: напечатанное на испанском языке письмо от Аделиты, в котором она сообщает о расставании с ним, но отправленное через неделю после её смерти. Выясняется, что Нильс отправил Аделиту на Нордкостер, чтобы вернуть спрятанные деньги. У Оливии нет кассетного магнитофона, и они не могут прослушать аудиозапись. Агент Александра нападает на Метте, но Аббас нейтрализует его. Метте уезжает на машине, Александр узнает её и звонит Линн. Линн понимает, что её компанию ждёт крах, а её саму — арест.                                                                             |                               |                               |                              |                |
| 9 | «Девятая серия» «Episode 9»   | Никлас Олссон, Маттиас Олссон | Силла Бёрлинд, Рольф Бёрлинд | 8 мая 2016     |
| Бертиль приходит домой рано, Линн видит его внизу и совершает самоубийство, оставив предсмертную записку. Команда Метте прослушивает аудиозапись, на которой Нильс и Линн обсуждают убийство журналиста в Киншасе в 1987 году: Линн приказала утопить его в своей машине. Метте приезжает к Линн, чтобы арестовать её, и застаёт наверху Бертиля, обнимающего мёртвую жену. Александр прослушивает аудиозапись, он знал о её существовании, но не о её содержании. Он подтверждает, что Линн слышала отрывки записи по телефону, и это её встревожило, но отрицает причастность Линн к убийству Нильса. Оливия и Метте приходят к выводу, что она покончила с собой из-за содержания плёнки. Метте рассказывает своей команде о предположении Александра, что Нильс шантажировал Линн, желая отомстить за убийство Аделиты. Лиза просит взять конверт и марку на экспертизу ДНК. Аббас ухаживает за выздоравливающим Томом. Том идёт на площадь и притворяется пьяным; на него нападают Лиам и Адам. Аббас нейтрализует обоих, связывает им руки и выкладывает в Интернет видеозапись с признанием Адама в убийстве Веры. После задержания Лиам раскрывает место проведения очередного боя в клетке. В то время как полицейские отряды проводят облаву, Руне выступает перед СМИ и рассказывает, как он ликвидировал преступную группировку. Оливия вспоминает, где она видела серёжку. |                               |                               |                              |                |
| 10 | «Десятая серия» «Episode 10»  | Никлас Олссон, Маттиас Олссон | Силла Бёрлинд, Рольф Бёрлинд | 15 мая 2016    |
| Оливия рассказывает Тому, Аббасу и Метте о том, кого она видела с этой серёжкой. Метте находит фотографию Нильса, на ноге которого большое родимое пятно. Она заказывает у Марианне сравнение двух образцов ДНК. Оливия узнаёт имена двух наркоманов, которые останавливались на Нордкостере, — Альф и Сверкер. Том беседует с Альфом. На следующий день Метте и Том допрашивают Еву, которая, как оказалась, была фактической сожительницей Нильса. Метте предъявляет Еве доказательства её причастности к убийству Аделиты. Ева признаётся, что написала Нильсу поддельное письмо от имени Аделиты. Она утверждает, что не желала смерти Аделиты и собиралась только запугать её, чтобы получить информацию о Нильсе. Её брат Сверкер и его друг Альф обездвижили Аделиту с помощью транквилизаторов и закопали на пляже, после чего ушли. Ева продолжала задавать Аделите новые вопросы и, получив все ответы, оставила Аделиту умирать во время прилива. Спустя 25 лет Ева встречается с Нильсом на их любимом мосту, он рассказывает об убийстве в Киншасе и о том, почему он исчез. Ева сообщает, что знала о его новой жизни с Аделитой. Нильс понимает, что именно Ева утопила его беременную возлюбленную, Ева толкает его, и он теряет сознание. Ева сажает ещё живого Нильса в его арендованную машину и топит его в реке. Том рассказывает Оливии, что, несмотря на смерть Аделиты, её ребёнка удалось спасти с помощью кесарева сечения. Девочку взяли на воспитании Арне и Мария; Оливия понимает, что является дочерью Нильса и Аделиты. |                               |                               |                              |                |

### Сезон  2 (2018)
| №  | Название                      | Режиссёр                     | Автор сценария               | Дата премьеры    |
| -- | ----------------------------- | ---------------------------- | ---------------------------- | ---------------- |
| 1  | «Первая серия» «Episode 1»    | Никлас Олссон, Понтус Кленге | Силла Бёрлинд, Рольф Бёрлинд | 6 сентября 2018  |
| 2  | «Вторая серия» «Episode 2»    | Никлас Олссон, Понтус Кленге | Силла Бёрлинд, Рольф Бёрлинд | 13 сентября 2018 |
| 3  | «Третья серия» «Episode 3»    | Никлас Олссон, Понтус Кленге | Силла Бёрлинд, Рольф Бёрлинд | 20 сентября 2018 |
| 4  | «Четвёртая серия» «Episode 4» | Никлас Олссон, Понтус Кленге | Силла Бёрлинд, Рольф Бёрлинд | 27 сентября 2018 |
| 5  | «Пятая серия» «Episode 5»     | Никлас Олссон, Понтус Кленге | Силла Бёрлинд, Рольф Бёрлинд | 4 октября 2018   |
| 6  | «Шестая серия» «Episode 6»    | Никлас Олссон, Понтус Кленге | Силла Бёрлинд, Рольф Бёрлинд | 11 октября 2018  |
| 7  | «Седьмая серия» «Episode 7»   | Никлас Олссон, Понтус Кленге | Силла Бёрлинд, Рольф Бёрлинд | 18 октября 2018  |
| 8  | «Восьмая серия» «Episode 8»   | Никлас Олссон, Понтус Кленге | Силла Бёрлинд, Рольф Бёрлинд | 25 октября 2018  |
| 9  | «Девятая серия» «Episode 9»   | Никлас Олссон, Понтус Кленге | Силла Бёрлинд, Рольф Бёрлинд | 1 ноября 2018    |
| 10 | «Десятая серия» «Episode 10»  | Никлас Олссон, Понтус Кленге | Силла Бёрлинд, Рольф Бёрлинд | 18 ноября 2018   |